# Фізична система
Фізи́чна систе́ма — об'єкт фізичних досліджень, множина взаємопов'язаних елементів, відокремлена від навколишнього середовища й така, що взаємодіє з ним, як ціле. При цьому під елементами слід розуміти фізичні тіла або інші фізичні системи. Взаємодія фізичної системи з оточенням, а також зв'язок між окремими складовими фізичної системи реалізується за допомогою фундаментальних фізичних взаємодій (гравітація, електромагнітна взаємодія, сильна взаємодія, слабка взаємодія), або взаємодій (сил), що зводяться до фундаментальних (тертя, пружність, вага тощо). Виокремлення конкретної фізичної системи з оточення залежить від конкретних мети й завдань дослідження.
Прикладами фізичних систем є: атом; атомне ядро; галактика; ідеальний газ; коливальний контур, математичний маятник; Сонячна система, тверде тіло тощо.
Статистичний ансамбль — сукупність великої кількості однакових фізичних систем.

## Класифікаціяфізичних систем
- За розділом фізики, що описує їх поведінку, фізичні системи поділяють[2] на: механічні, термодинамічні, електричні, магнітні, електромагнітні, оптичні, квантові, атомні, ядерні тощо. Деякі складні фізичні системи потребують застосування законів та методів різних розділів фізики й не можуть бути зараховані до певного класу.

- За характером взаємодії з оточенням виокремлюють ізольовані (замкнені) та відкриті системи.

При розгляді ізольованих фізичних систем часто вважається, що система не має із середовищем зв'язків лише певного типу. Наприклад, вважається, що на замкнену механічну систему не діють зовнішні сили й моменти сил (чи їхня рівнодійна дорівнює нулю). Але допускається можливість теплообміну з навколишнім середовищем. Ізольована термодинамічна система не має теплообміну з навколишнім середовищем, але на неї можуть діяти механічні сили.
Повністю ізольована фізична система є абстракцією, яка використовується при побудові моделей, призначених для розгляду внутрішніх процесів у фізичних системах, коли зовнішніми впливами можна знехтувати. Але, як випливає із загальної теорії систем, така система немає входів та виходів. Тому вона не може жодним чином впливати на навколишнє середовище, а зовнішній спостерігач не може тримати будь-якої інформації про таку систему.
- За мінливістю властивостей фізичні системи поділяють на статичні й динамічні

## Властивості фізичних систем
Часто дія оточення на фізичну систему задається у вигляді полів: електричного поля, магнітного поля тощо. Такі поля називаються зовнішніми на відміну від полів, які створюють тіла в самій фізичній системі.
Іншими видами дії на фізичну систему є зовнішнє опромінення, освітлення тощо.